# Occhiali da sole (Samuel)
Occhiali da sole è un singolo del cantautore Italiano Samuel, pubblicato il 24 giugno 2022.

## Video musicale
Il video, diretto da Ivan Cazzola, è stato pubblicato contestualmente all'uscita del singolo sul canale YouTube del cantante.

## Tracce
Testi e musiche di Samuel Umberto Romano, Davide Pavanello e Andrea Bonomo.
1. Occhiali da sole – 2:51